# 조 믹
로버트 조지 "조" 믹(Robert George "Joe" Meek, 1929년 4월 5일 – 1967년 2월 3일)은 영국의 음반 프로듀서, 음향 엔지니어, 작곡가이다. 스페이스 에이지와 익스페리멘탈 팝 음악을 개척하였다고 평가된다. 또한 오버더빙, 샘플링, 잔향 등 오늘날 녹음에서 많이 쓰이는 기술들의 개발에 관여하였다. 역사상 가장 큰 영향력을 행사한 음향 엔지니어로 평가되기도 하며 녹음실 자체를 악기로서 사용한다는 발상을 처음 잉태한 인물로도 평가된다. 작가주의적 아티스트의 면모로도 또한 유명하다.
차트에 진입한 믹이 프로듀싱한 음반에는 〈Johnny Remember Me〉, 〈Just Like Eddie〉, 〈Angela Jones〉, 〈Have I the Right?〉, 〈Tribute to Buddy Holly〉, 〈Telstar〉 등이 있으며 이중 〈Telstar〉는 미국 핫 100에서 영국의 록 그룹이 처음으로 1위를 한 것이다. 또한 영국에서는 5주간 1위를 달성, 1962년 아이버 노벨로상 'A면 베스트셀링' 부문에서 수상하는 데 이바지했다. 아울러 《라이브 잇 업!》 등 영화음악의 제작에도 참여하였다. 믹의 1960년 콘셉트 앨범 《I Hear a New World》은 혁신적인 일렉트로닉 음향을 활용한 것인데 살아생전에는 완전한 형태로 발표되지 못했다.
2009년 뮤직 프로듀서 가이드는 '걸출한 프로듀서의 선구자적 정신에 대한 오마주'로 '프로덕션 혁신을 표창하는 조 믹상'을 제정했다. 2014년 《NME》은 믹을 역사상 가장 위대한 프로듀서로 선정, "믹은 완벽한 선구자로서 완벽한 사운드를 찾음에 있어 끝없이 새로운 발상을 시도하였다. ... 그가 남긴 끝없는 실험의 유산은 오늘날 당신들이 좋아하는 음악에서 여실히 찾아볼 수 있다."고 했다.
믹이 사망할 당시 그는 후일 '차상자 테이프(The Tea Chest Tapes)'로 불리게 되는 수천개의 미공개 녹음물을 소유하고 있었다. 믹의 프로듀서로서의 성공은 짧디짧았으며 그는 부채와 우울증의 늪에 잠겨갔다. 1967년 2월 3일 음악인 하인즈 버트 소유의 샷건으로 집주인 바이올렛 센튼을 쏘아 죽이고 자신도 총으로 자살했다.